# FC Nathaly's
El FC Nathaly's es un equipo de fútbol con sede de Pointe-Noire, República del Congo. El club actualmente juega en la Primera División del Congo.

## Historia
Fue fundado en el año 2011 en la ciudad del Pointe-Noire. Debutó en la Segunda División del Congo en 2012, donde hasta el 2016 logrando el ascenso histórico a la Primera División del Congo, donde en el año 2017 descendería al segundo nivel.
Hasta la temporada 2019-20 logra ser campeón de la Segunda División, logrando su regreso a la Primera División.

## Palmarés
- Segunda División del Congo: 2

2016, 2020